# Шомеде де Мезоннёв, Поль
Поль Шомеде, сьёр де Мезоннёв (фр. Paul Chomedey, sieur de Maisonneuve, 15 февраля 1612, Нёвиль-сюр-Ван — 9 сентября 1676, Париж) — французский офицер, основатель Монреаля.

## Биография

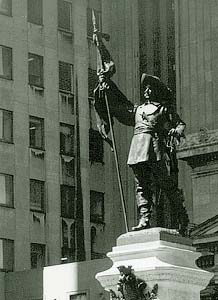
Статуя на площади Плацдарм в Монреале

Родился в аристократической семье в провинции Шампань (Франция). Начал военную карьеру в возрасте тринадцати лет.
Был нанят Орденом иезуитов для обеспечения безопасности миссионеров, отправлявшихся в Новую Францию, чтобы основать колонию на острове Монреаль. В 1641 году он с будущими колонистами прибыл в город Квебек, где остался на зимовку. Губернатор пытался отговорить его от поездки в край, где жило много ирокезов, но на следующий год Мезоннёв поехал на остров. Там он основал поселение Вилль-Мари (позже переименованное в Монреаль). Сначала колонистам удалось поддерживать мирные отношения с индейцами, но в 1643—1644 годах начались военные столкновения с ирокезами. В 1645 году Мезоннёв получил известия, что его отец умер, и уехал во Францию. В 1647 году он вернулся в колонию и продолжил войну с индейцами.
В 1652 году ему пришлось снова уехать во Францию, где он нашёл сто добровольцев для защиты Монреаля. Когда с этой сотней он вернулся в Монреаль, там оставалось только 50 поселенцев — остальные вынуждены были бежать в Квебек. Скоро колония усилилась настолько, чтобы противостоять нападениям. В 1665 году Мезоннёв был отозван во Францию. Он умер в Париже всеми забытый в 1676 году.
В честь него названы бульвар Мезоннёв в Гатино и бульвар Де-Мезоннёв в Монреале.